# ステッドマン・ガンズ
ステッドマン・ガンズ（Stedman Gans、1997年3月19日 - ）は、ユナイテッド・ラグビー・チャンピオンシップブルズに所属するラグビーユニオン選手。

## プロフィール
- 南アフリカフレデンバーグ出身[1]。
- ポジションはウィング(WTB)、センター(WTB)。
- 身長 180cm、体重 85kg
- U20南アフリカ代表に選ばれたことがある[2]。

## 略歴
2021年、東京五輪の7人制南アフリカ代表に選ばれた。